# Vladivoj de Bohême
Vladivoj, né vers 970 et mort en janvier 1003, fut duc de Bohême de 1002 jusqu'à sa mort.

## Biographie
L'origine familiale de Vladivoj n'est pas entièrement connue. Réputé être un fils cadet du duc Mieszko Ier de Pologne († 992), issu de la maison Piast, et de son épouse Dubravka († 977), il était un petit-fils du duc Boleslav Ier de Bohême. Il est néanmoins possible qu'il soit un membre d'une ligne collatérale des Přemyslides.
En été 1002, après que le duc Boleslav III de Bohême a été chassé de son pays, le frère putatif de Vladivoj, Boleslas Ier de Pologne, tente de l'imposer comme souverain de Bohême. Ce prince est le premier monarque tchèque connu à s'être fait octroyer le duché de Bohême en fief d'Empire, lorsqu'il il a rendu un hommage à Henri II, roi des Romains, à Ratisbonne. 
Peu de temps après, toutefois, Vladivoj qui a la réputation d'être un ivrogne meurt à force de beuverie. En mars 1003, Boleslas Ier de Pologne, entre lui-même en Bohême ce qui rend la rupture avec le roi germanique inéluctable.

## Sources
- Francis Dvornik Les Slaves histoire, civilisation de l'Antiquité aux débuts de l'Époque contemporaine Éditions du Seuil Paris (1970).
- Jörg K. Hornsch et Françoise Laroche (traduction), Histoire de la Bohême, Paris, Éditions Payot, 1995 (ISBN 2228889229), p. 46.
- Pavel Bělina, Petr Čornej et Jiří Pokorný, Histoire des Pays tchèques, Paris, Éditions du Seuil, coll. « Points Histoire U 191 », 1995 (ISBN 2020208105), p. 30.
- (en) Nora Berend, Przemyslaw Urbanczyk et Przemislaw Wiszewski, Central Europa in the High Middle Ages, Bohemia-Hungary and Poland c.900-c.1300, Cambridge,, Cambridge University Press, 2013,, 546 p. (ISBN 978-0-521-78695-9), p. 142.